# Frogger Advance: The Great Quest
Frogger Advance: The Great Quest är ett plattformsspel som utvecklats av amerikansk studio Vicarious Visions och publicerades av Konami för Game Boy Advance. Den släpptes i Nordamerika den 28 maj 2002. Spelet släpptes tidigare för PlayStation 2 under titeln Frogger: The Great Quest.

## Handling
Öppnings bildspelet visar den titulära karaktären Frogger och lyssnar på en konversation mellan två unga pojkar som fiskar vid en sjö. De diskuterar den klassiska sagans om av en prinsessans kyss som har den magiska egenskapen att göra en vanlig groda till en snygg prins. Efter att ha hört detta beslutar Frogger att söka en prinsessa som är villig att kyssa honom.
Därefter presenteras framstegen i denna quest i form av bildspel spelade mellan vissa steg. De visar Froggers möten med en mängd olika karaktärer, som ger honom råd eller ber honom att lösa vissa uppgifter.